# La Negra Tiene Tumbao
La Negra Tiene Tumbao é o 59º álbum gravado pela cantora cubana de salsa Celia Cruz. Foi lançado pela Sony Music em 2 de outubro de 2001. Apresentou colaborações musicais com Mikey Perfecto e Johnny Pacheco e foi produzido por Sergio George, Isidro Infante, Pacheco, Oscar Gomez e Angel Carrasco.
Após o lançamento, o álbum estreou em quinto lugar na parada de álbuns latinos e em segundo lugar na parada de álbuns tropicais ambos da Billboard. No Grammy Latino de 2002, o álbum ganhou o prêmio de Melhor Álbum de Salsa e foi indicado para Álbum do Ano. O primeiro single e faixa-título, "La Negra Tiene Tumbao", foi indicado para Canção do Ano, Gravação do Ano e Melhor Vídeo Musical.  Os outros dois singles foram, "Hay Que Empezar Otra Vez" e "Pa' Arriba No Va".

## Faixas
| N.º | Título                     | Duração |  |
| 1.  | "La Negra Tiene Tumbao"    | 04:16   |  |
| 2.  | "Pa' Arriba No Va"         | 04:25   |  |
| 3.  | "Hay Que Empezar Otra Vez" | 04:41   |  |
| 4.  | "Tararea Kumbayea"         | 03:52   |  |
| 5.  | "Corazón De Rumba"         | 04:21   |  |
| 6.  | "Déjenme Vivir"            | 04:15   |  |
| 7.  | "Qué Culpa Tengo Yo"       | 04:32   |  |
| 8.  | "Mi Mercancía"             | 04:39   |  |
| 9.  | "Taita Bilongo"            | 04:26   |  |
| 10. | "Sin Clave No Hay Son"     | 04:46   |  |